# Governor Generoso
Governor Generoso ist eine Großraumgemeinde in der Provinz Davao Oriental und liegt auf der Insel Mindanao auf den Philippinen. Sie hat 55.109 Einwohner (Zensus 1. August 2015), die in 20 Barangays leben.
Die Gemeinde Governor Generoso liegt etwa 140 km südöstlich von Davao City auf der Halbinsel St. Augustin und ist über die Küstenstraße am Golf von Davao von dort zu erreichen. Die Gemeinde belegt eine Fläche von 374,25 km² und das Terrain wird dominiert von dem Gebirgszug des Hamiguitan, der bis auf 1620 Meter über dem Meeresspiegel aufsteigt.

## Barangays
Die Großraumgemeinde ist in 20 Barangays unterteilt.
| - Anitap - Manuel Roxas - Don Aurelio Chicote - Lavigan - Luzon - Magdug - Montserrat - Nangan Jamboree - Oregon - Poblacion(Sigaboy) | - Pundaguitan - Sergio Osmeña - Surop - Tagabebe - Tamban - Tandang Sora - Tibanban - Tiblawan - Upper Tibanban - Crispin Dela Cruz |